# 細川町豊地
細川町豊地（ほそかわちょうとよち）は、兵庫県三木市にある大字。旧・美嚢郡細川村大字豊地。郵便番号は673-0713。

## 地理

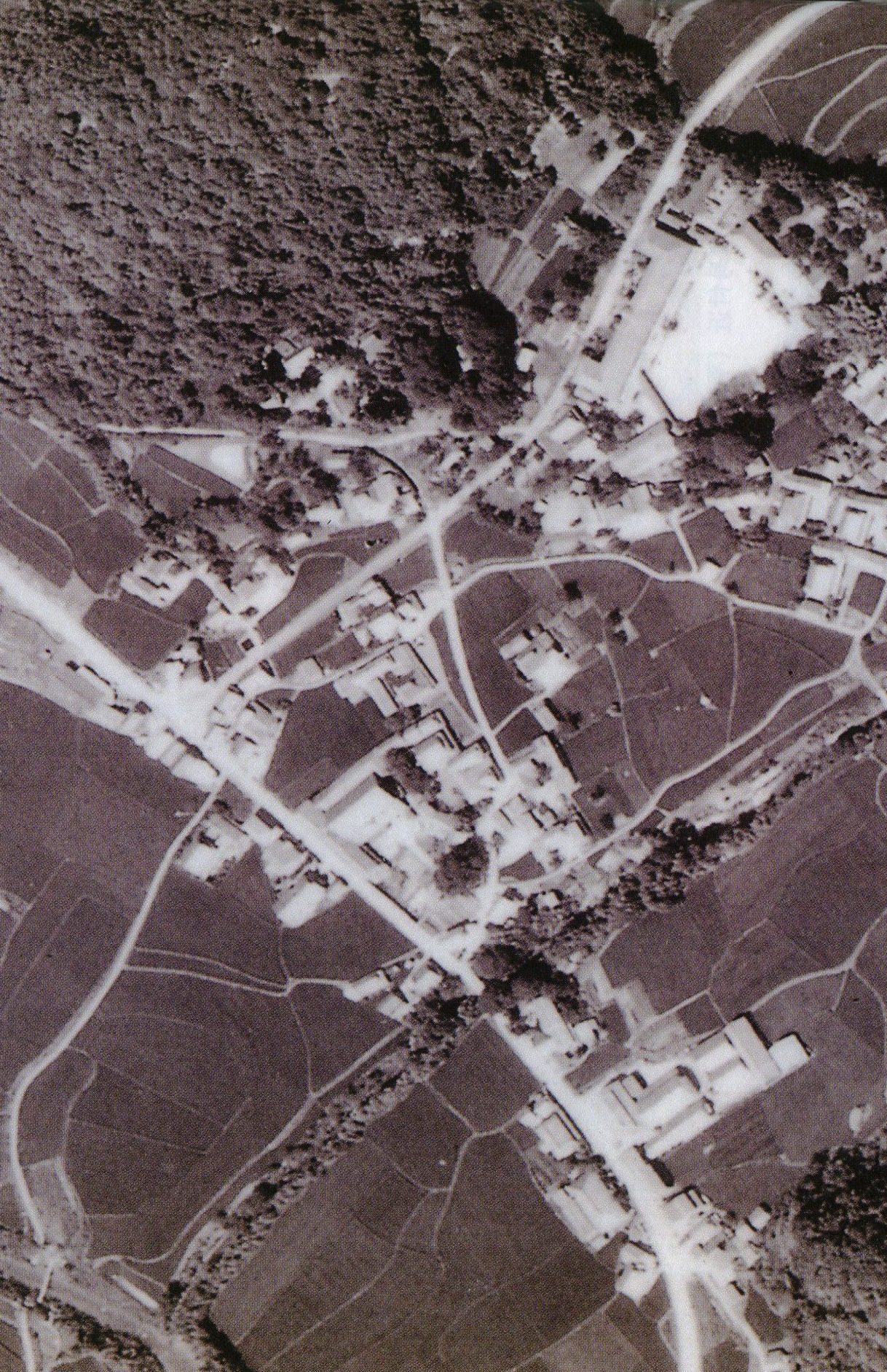
1961年の細川町豊地の街並み

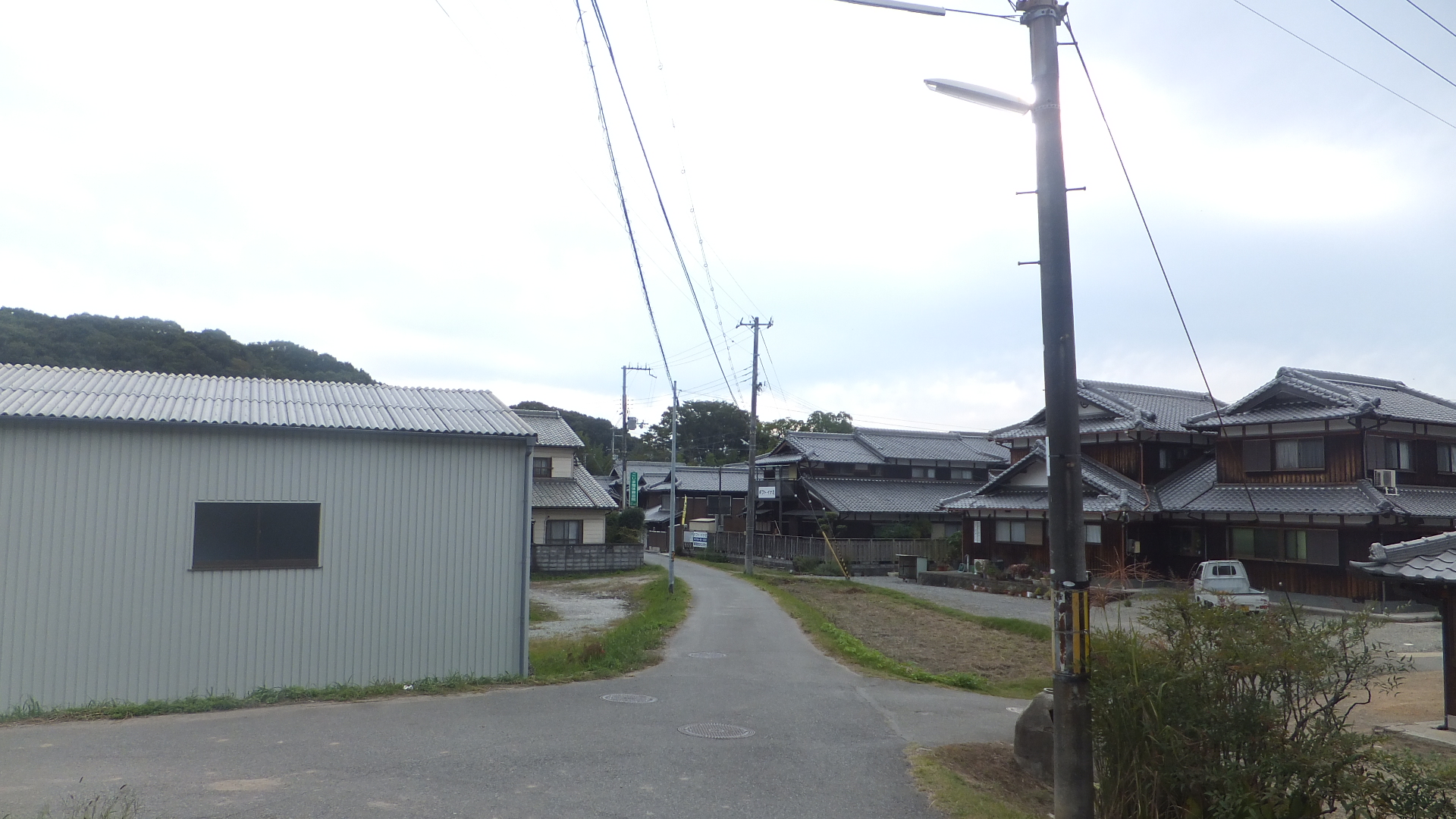
2012年の細川町豊地の街並み

細川地区の中央部、美嚢川中流部に位置し、山地と平野部から成り立っている。元々は大柿村と佐野村であり、1889年に豊地になった。地名の由来は豊かであることを念じた佳字から。現在は南北に縦断している兵庫県道20号加古川三田線と東西に縦断している兵庫県道85号神戸加東線との交差点の周辺の平野部に住宅地と三木市立豊地小学校・三木市立星陽中学校の教育施設などが立地し、農村地帯と混在している。山地にはため池が多数存在している。東側は細川町垂穂、西側は細川町西・細川町脇川、南側は細川町細川中・細川町増田、北側は細川町高篠・細川町金屋・細川町桃津に接する。

### 旧村の概要
- 大柿村 - 柿の産地であり、多くの柿があったことから名付けられた[4]。
- 佐野村 - 古くは「砂野」と呼ばれ、砂地の野原があり、「さのの渡し」と呼ばれる浅瀬を渡っていた[4]。

## 歴史
- 1889年 - 大柿村と佐野村が合併し、町村制施行により美嚢郡細川村大字豊地になる[4]。
- 1954年6月1日 - 三木市編入に伴い、三木市細川町豊地になる[6]。

### 字域の変遷
| 実施前               | 実施年       | 実施後           |
| -------------------- | ------------ | ---------------- |
| 美嚢郡細川村大字豊地 | 1954年6月1日 | 三木市細川町豊地 |

## 世帯数と人口
2022年（令和4年）2月28日現在の世帯数と人口は以下の通りである。
| 町丁       | 世帯数 | 人口  |
| ---------- | ------ | ----- |
| 細川町豊地 | 72世帯 | 163人 |

## 小・中学校の学区
市立小・中学校に通う場合、学区は以下の通りとなる。
| 番地 | 小学校             | 中学校             |
| ---- | ------------------ | ------------------ |
| 全域 | 三木市立豊地小学校 | 三木市立星陽中学校 |

## 施設

### 現存する施設
- 三木警察署細川駐在所

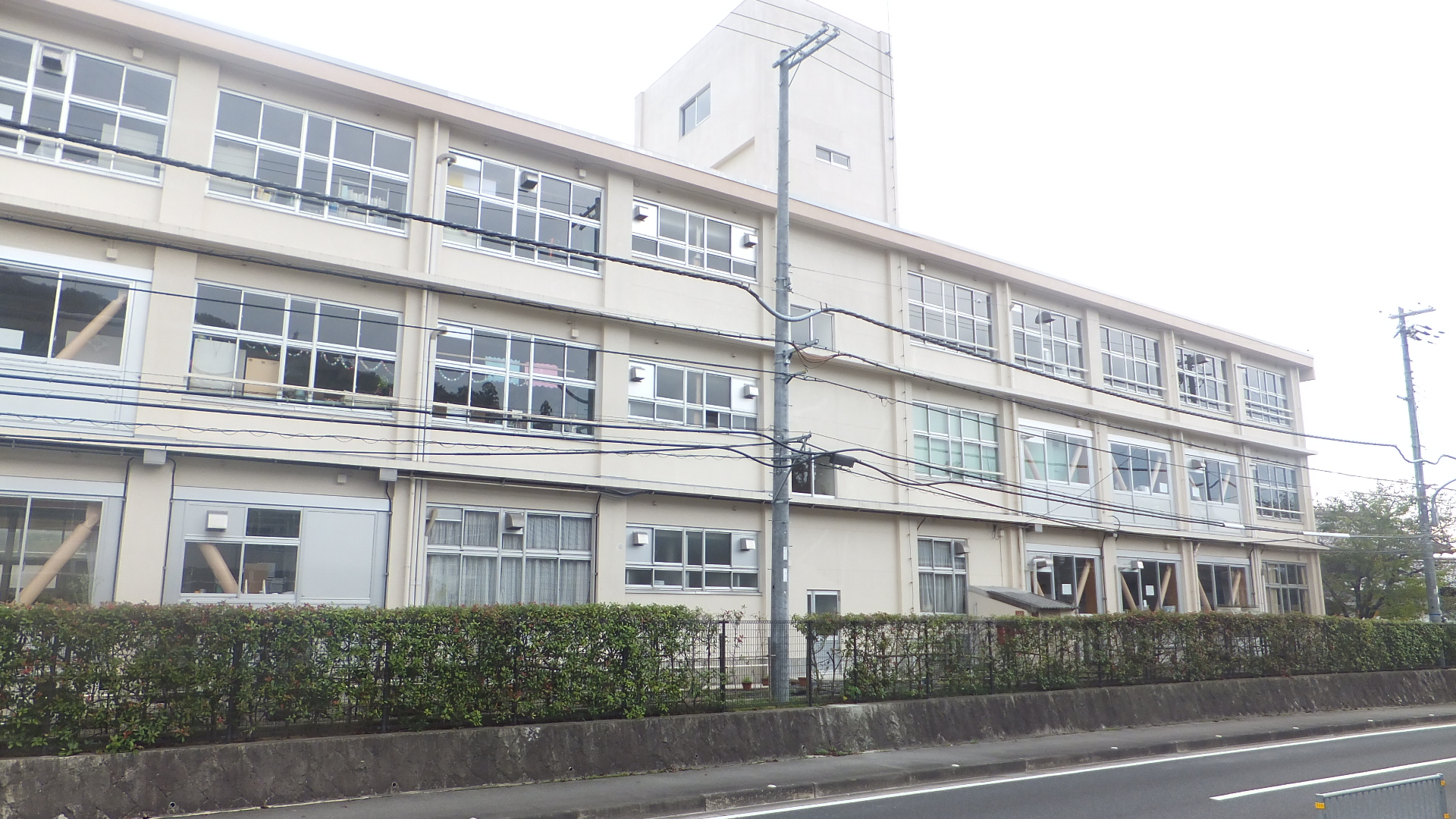
三木市立豊地小学校
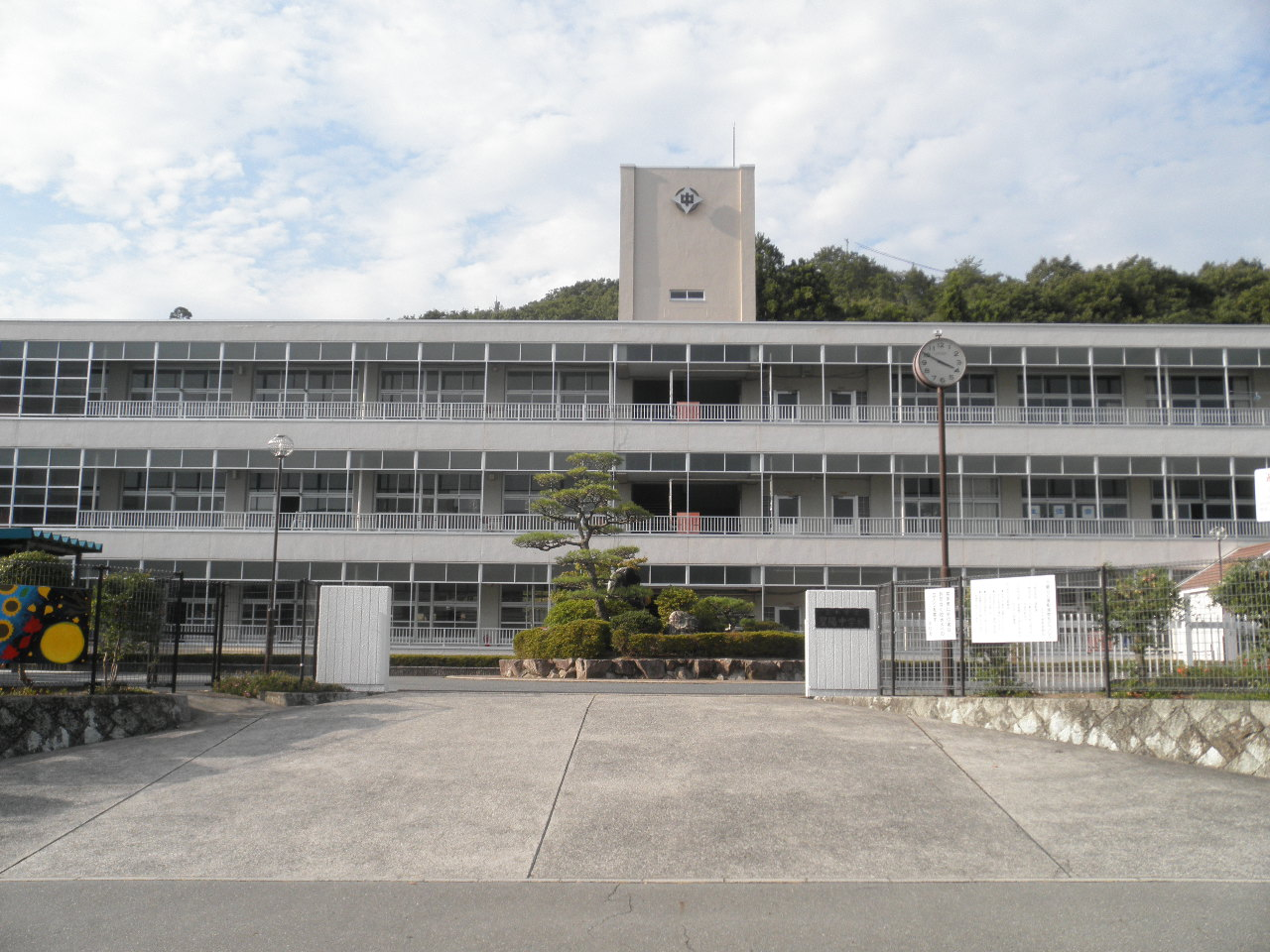
三木市立星陽中学校
- 三木市立星陽幼稚園（休園中）
- 豊地郵便局[5]
- 佐野公民館
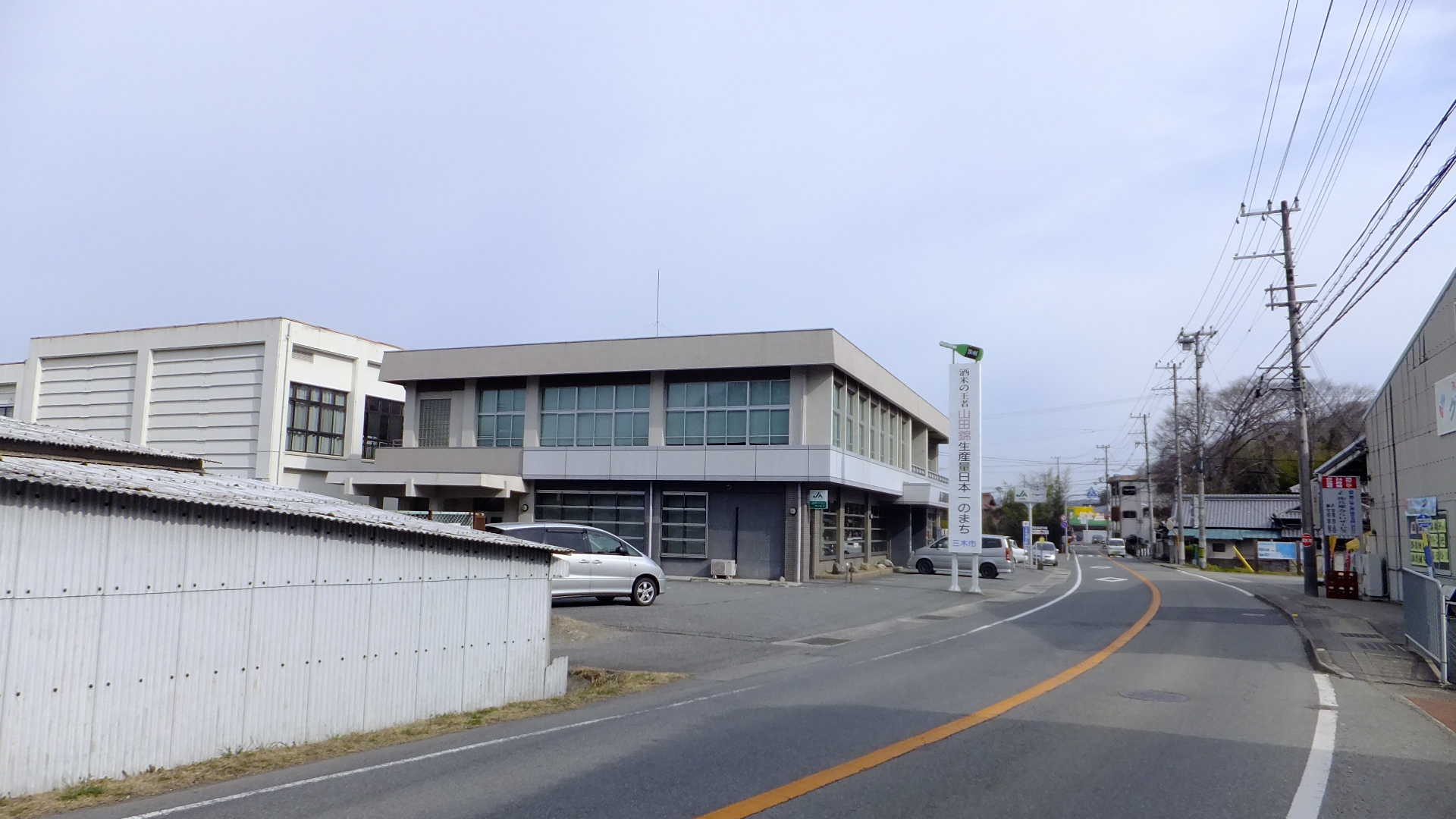
JA兵庫みらい細川
- JA兵庫みらいサービスグリーンみき
- 三坂神社
- ジャパン細川店

- 三木市立豊地小学校
- 三木市立星陽中学校
- JA兵庫みらい細川

### 過去に存在していた施設
- 三木市立細川診療所[5]
- 三木市立浄化研究所 - 1964年から三木市立クリーンセンターが完成する1986年10月31日まで立地していた[8][5]。

## 交通

### 鉄道
地内には鉄道は走っていない。

### バス
- 神姫バス
- みっきぃバス

### 道路

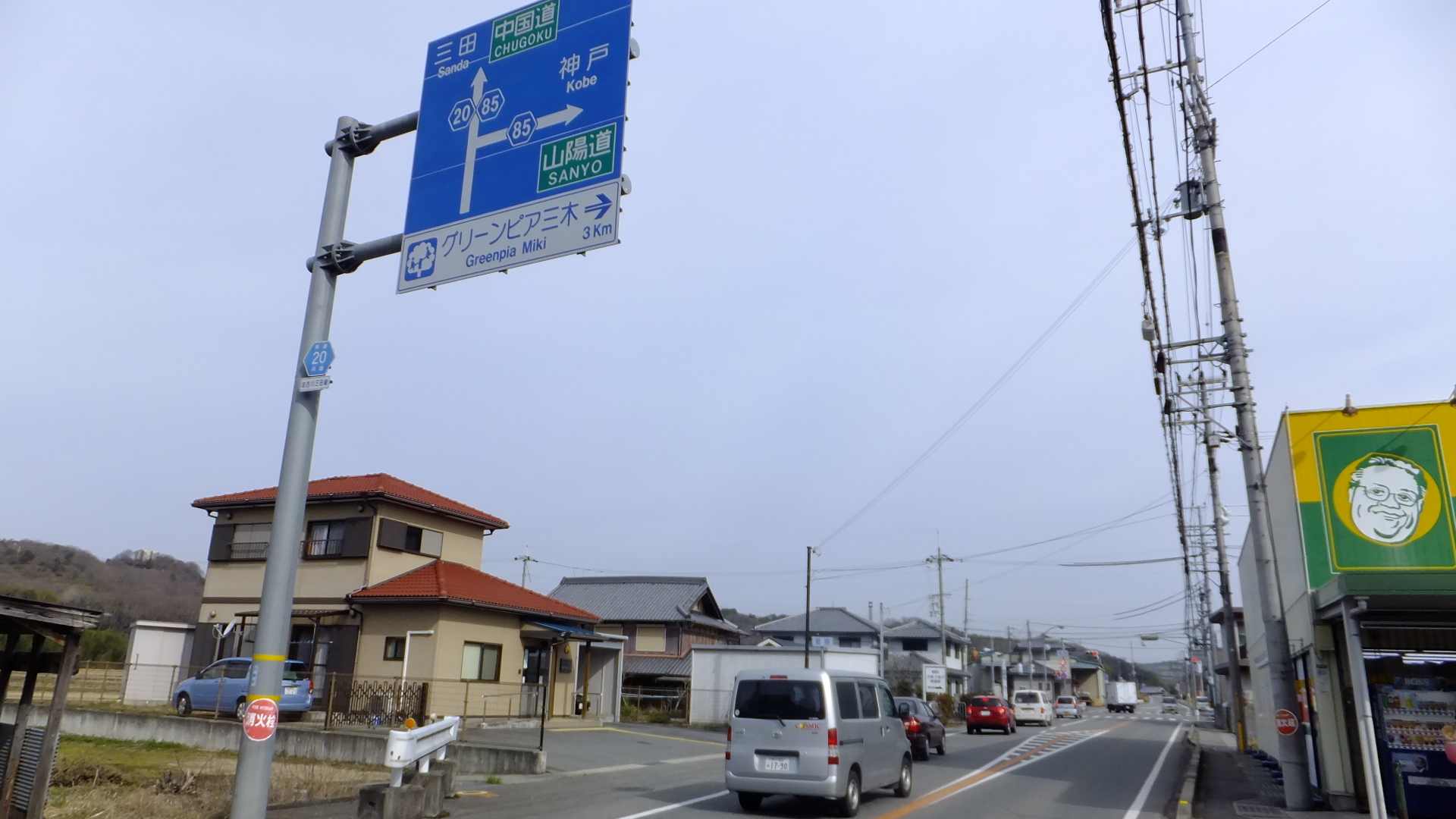
兵庫県道20号加古川三田線
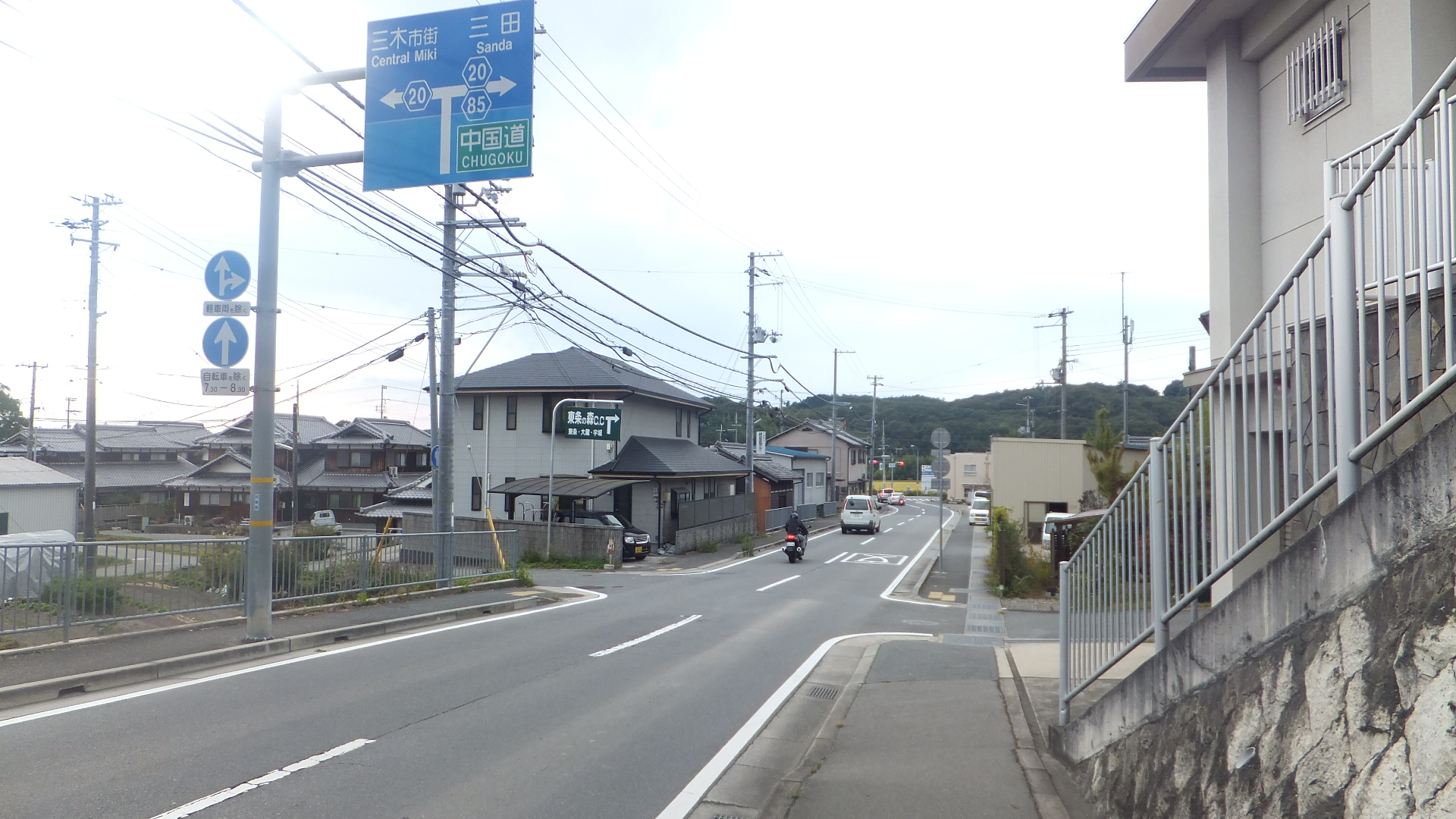
兵庫県道85号神戸加東線

- 兵庫県道20号加古川三田線
- 兵庫県道85号神戸加東線